# Arado Ar 64
Arado Ar 64 – samolot myśliwski wytwórni Arado Flugzeugwerke z końca lat 20. XX wieku.

## Historia
Samolot został zaprojektowany przez inżyniera Waltera Rethela. Maszyna powstała na zamówienie Reichswehrministerium (Ministerstwa Obrony Rzeszy), które pragnęło zastąpić myśliwce Fokker D.XIII. Holenderskie Fokkery były używane w tajnej Szkole Pilotów Wojskowych Lipieck na terenie ówczesnego Związku Radzieckiego. Rethela opierając się na swoich wcześniejszych konstrukcjach Arado SD I i Arado SD II zaprojektował dwupłatowy samolot o klasycznej konstrukcji. 
Ukończony prototyp oznaczony jako Ar 64a oblatano na początku 1929 roku. W rezultacie prowadzonych prób, w 1930 roku zbudowano kolejny prototyp z nowym widlastym silnikiem BMW VI 6,0. Drugą maszynę oznaczono jako Ar 64b. W 1931 roku oblatano kolejną wersję, oznaczoną jako Ar 64c, na której ponownie zainstalowano gwiazdowy silnik Jupiter VI. Równolegle w wersji 64c przeprojektowano kadłub i zmodernizowano wyposażanie. Rezultatem prowadzonych intensywnie prób była budowa wersji 64d i 64e, które trafiły doi produkcji seryjnej. Pierwsza z nich została zbudowana w 1931 roku. 64d napędzany był silnikiem Jupiter VI z czterołopatowym, drewnianym śmigłem. Zbudowany pod koniec 1931 roku 64e wyposażony był w dwułopatowe śmigło i zmodyfikowane podwozie. W zależności od źródeł zbudowano od 19 do 30 samolotów, z czego tuzin w zakładach Focke-Wulf na podstawie umowy licencyjnej obowiązującej w latach 1931-34. 19 z nich przydzielono do Jagdfliegerschule w Schleißheim i Jagdstaffeln z Fliegergruppe Döbritz i Fliegergruppe Damm.

## Konstrukcja
Kadłub o konstrukcji kratownicowej, spawany był ze stalowych rur. Do kabiny pilota kryty blachą a dalej płótnem. Skrzydła miały drewnianą konstrukcję i w całości pokryte były płótnem. Lotki były mieszczone na górnym płacie. Do napędu zastosowano brytyjski silnik gwiazdowy Bristol Jupiter VI. Samolot uzbrojony był w dwa karabiny maszynowe MG 17 kalibru 7,92 mm z zapasem 500 nabojów na lufę. 